# Un combat de coqs
Pour les articles homonymes, voir Combat de coqs (homonymie).
Un combat de coqs, titré aussi Jeunes Grecs faisant battre des coqs, est un tableau réalisé par Jean-Léon Gérôme en 1846. Il est exposé au musée d'Orsay depuis la création de ce dernier en 1986.

## Historique
Gérôme peint ce tableau alors qu'il est élève de Paul Delaroche, lequel l'encourage à le montrer au Salon parisien de 1847. Le tableau obtient une médaille de bronze et les louanges du public. Après avoir appartenu à plusieurs collections privées, il est acheté par l'État français en 1873 grâce à Adolphe Goupil, le beau-père de l'artiste. Le tableau est alors exposé au musée du Luxembourg, puis au musée du Louvre en 1920. En 2004, cette œuvre est également reprise sur un timbre-poste français mis en page par Michel Durant-Mégret.

## Sujet de l'œuvre
La toile représente un combat de coqs initié par un couple d'adolescents ou jeunes adultes nus. Le groupe est près d'un monument en pierre sculpté, une lagune à l'arrière-plan évoque un paysage grec. Cinq ans plus tard, Gérôme s'inspire de cette toile pour présenter L'Idylle.